# Своя правда (фильм)
«Своя́ пра́вда» — российский двухсерийный фильм 2008 года, снятый по книге Виктории Токаревой.

## Сюжет
Действие фильма происходит с 1964 по 1990-е годы в Азербайджане и России. Повествование строится на рассказе о судьбе русской женщины Марины Гусько, которая родилась в Баку, но в 1990-е годы вынуждена уехать с детьми в Россию.
Съёмки фильма происходили в Москве и Крыму.

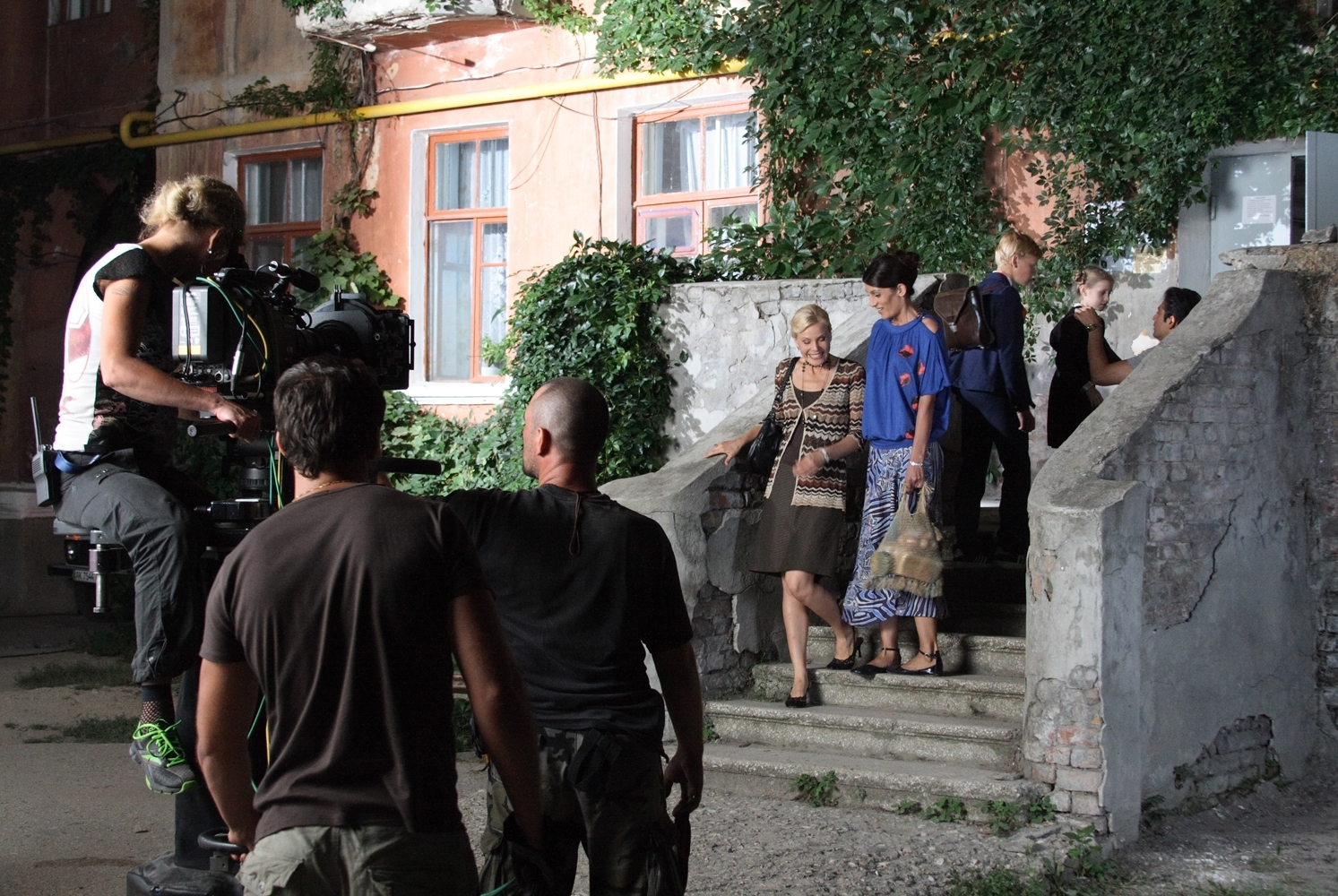
Съёмки фильма

## В ролях
- Мария Куликова — Марина Гусько
- Фархад Махмудов — Рустам Гусаев
- Ольга Павловец — Зоя, подруга Марины
- Софья Игнатова — Фатима
- Алексей Кантур
- Полина Лунегова — Снежана в детстве
- Екатерина Молоховская — Лена
- Игорь Бондзик
- Марина Яковлева — Галя, мать Марины
- Дмитрий Малашенко — Олег
- София Селаври  —  Аля
- Степан Селаври  —  Максим